# Instinctothérapie
L'instinctothérapie est une pratique alimentaire crudivore controversée proposée en 1964 par Guy-Claude Burger. Croyant à une adaptation incomplète aux modifications de l'alimentation humaine depuis la Préhistoire, cette approche prescrit une méthode où l'on évite d'altérer l'odeur, le goût ou la consistance des aliments naturels, « de manière à laisser l'instinct alimentaire réguler spontanément l'équilibre nutritionnel et à garantir le fonctionnement correct du métabolisme,. » Les repas sont constitués d'aliments « originels », c'est-à-dire crus, non assaisonnés, et non mélangés, choisis et dosés suivant les variations des perceptions de l'odorat, du goût et de la réplétion. La règle principale est celle du plaisir, l'aliment le meilleur à l'état naturel étant censé apporter les éléments les mieux adaptés aux besoins de l'organisme. Sont exclus le lait animal et certaines céréales, considérés comme trop récents dans l'histoire de l'alimentation pour avoir donné lieu à une adaptation génétique. L’absence de réactions chimiques culinaires devrait par ailleurs éviter la pénétration et l'accumulation de molécules dénaturées susceptibles de favoriser diverses pathologies,.
Ces théories sont fortement remises en cause car « il n'existe pas d'études cliniques sur l'instinctothérapie, la théorie de Burger est fondée sur ses expériences personnelles invérifiables ».
Apparue en France en 1983, l'instinctothérapie a été qualifiée de mouvement sectaire par les médias,,, puis par divers rapports parlementaires et par la Mission sur les sectes. Guy-Claude Burger, ayant affirmé que cette méthode alimentaire pouvait exercer une action thérapeutique dans de nombreuses maladies dont le cancer et le sida, il a été poursuivi pour exercice illégal de la médecine, publicité irrégulière et escroquerie dès 1989. Il est condamné en 1997 à trois mois de prison avec sursis et à 50 000 francs d'amende pour le chef d’exercice illégal de la médecine.

## Théorie et pratique
(février 2019).

### L'histoire
Burger aurait constaté lors d’un voyage aux États-Unis en 1964 que certains aliments crus (en particulier un chou rouge) changent de saveur, passant de l’agréable au désagréable en cours de prise alimentaire (mécanismes qu'il dit alliesthésiques), et variant également d’un jour à l’autre ou d’un individu à l’autre. Il attribue ce phénomène à des modifications des besoins alimentaires.
Burger énonce les notions d'« appel » et d'« arrêt » instinctifs, censés assurer au niveau des sens un équilibre nutritionnel spontané en fonction des besoins du corps. Il trouve également que les variations de saveur sont moins nettes avec les aliments cuits ou assaisonnés, et en tire une première hypothèse : les mécanismes gustatifs seraient encore adaptés génétiquement aux saveurs naturelles au contact desquelles s’est élaboré le génome que l’homme a hérité des primates,.
Après une première série d’expériences sur les animaux et sur les hommes[réf. nécessaire], il élargit cette observation à l’ensemble des fonctions physiologiques, postulant que le système d’assimilation et le système immunitaire seraient, au même titre que le système sensoriel, encore programmés génétiquement en majeure partie pour les aliments « originels »,. Ainsi, des aliments relativement nouveaux dans l'histoire de la nutrition, comme les céréales et les laitages (l'agriculture et l'élevage ne datant que du Néolithique), les aliments transformés par la préparation culinaire (cuisson, assaisonnement, mélange, etc.) pourraient favoriser ou générer différentes pathologies ou « maladies de civilisation »,.

### La théorie de Guy-Claude Burger
Burger en déduit une série de corollaires, notamment :
1. l’inadaptation des mécanismes gustatifs à des saveurs « non originelles »[B 13] et la définition d’un équilibre nutritionnel dynamique avec les aliments bruts, permettant d'anticiper les symptômes de carence ou de maladies[B 14].
2. l’inadaptation du système enzymatique à des « molécules non originelles » (MNOs)[S5 2],[S5 3] qui seraient générées par les préparations culinaires, protéines du lait ou autres aliments étrangers à la plage alimentaire primitive et échappant aux enzymes disponibles, et l’accumulation de molécules étrangères au métabolisme[B 15],[B 16]
3. la distinction entre les mécanismes de détoxication naturels et des processus de « détoxination » (élimination plus coûteuse de molécules étrangères non prévues dans la programmation génétique de l’organisme)[B 17]
4. un rapport entre alimentation dénaturée, déséquilibre nutritionnel et tendance inflammatoire[B 18]
5. une théorie du processus viral en tant qu’apport d’information génétique programmant l’élimination des molécules étrangères accumulées dans les cellules et la fonction des bactéries associés en tant qu’auxiliaires digesteurs[B 19]
6. le rôle de molécules étrangères conservant leurs structures antigéniques dans les processus allergiques et autoimmuns[B 20]
7. la défaillance du système immunitaire à la suite des tolérances induites par la pénétration répétée d’antigènes alimentaires et les conséquences potentielles sur l’évolution des cancers[B 21]
8. l’influence de molécules étrangères psychotropes sur le comportement, notamment sur les pulsions agressives et sexuelles[B 22]
9. le rapport entre l’échec des expériences précoces de variations alliesthésiques avec les aliments dénaturés et la structuration psychique paranoïde[B 23].

Burger publiait ses hypothèses et les résultats de ses observations dans un ouvrage grand public intitulé La Guerre du Cru (éd. Faloci, 1985), réédité aux éditions du Rocher sous le titre Manger Vrai (1990), traduit en allemand sous le titre "Die Rohkostherapie" (La thérapie par le cru, éd. Heyne). 

### Les pratiques
La pratique de l'instinctothérapie se distingue du crudivorisme par l'absence de préparation des aliments et par l'attention prêtée aux indications des sens. Elle se distingue également du végétalisme ou du végétarisme par le fait qu’elle n’exclut par principe aucune classe d’aliment. Les limitations concernent tous les aliments « récents » dans l’histoire de la nutrition (depuis la période du Néolithique) comme les céréales, laitages ainsi que la cuisson et les apprêts, les aliments devant être mangés séparément. Les aliments utilisés comprennent tous les fruits, les légumes et autres végétaux comestibles, les oléagineux et protéagineux, le miel, le pollen, les œufs, les poissons et fruits de mer, les viandes, de préférence le gibier, les algues, voire les insectes, les herbes et plantes aromatiques ou médicinales. La casse (cassia fistula) peut être testée régulièrement de manière à régulariser le transit intestinal. Pour Burger, le principe général est la recherche du plaisir maximum, censé correspondre à une réponse optimale aux besoins et potentialités de l'organisme. Considérant que les préparations culinaires peuvent rendre agréables au palais des aliments répulsifs (dégoût) à l'état brut, cette « loi du plaisir » ne devrait être fiable que face à des aliments « originels », consommés bruts, au contact desquels se serait élaboré le génome de l’espèce,,.
La méthode préconisée par Guy-Claude Burger consiste à présenter une palette d'aliments parmi lesquelles l’odorat permettrait, moyennant rééducation, de reconnaître les plus adéquats. Les aliments ainsi sélectionnés procureraient un maximum de plaisir gustatif conjointement à un maximum de bénéfices pour l’organisme. Les critères appliqués comprennent la reconnaissance de l'attrait olfactif sur une échelle différente pour chaque aliment, une digestion sans trouble, une stabilisation de la tendance inflammatoire et à plus long terme l'absence de carences et de déséquilibre staturo-pondéral.
Guy-Claude Burger attire l'attention sur la difficulté que représente l'interprétation des signaux sensoriels, faute de l'apprentissage adéquat pendant la petite enfance. Il présente son enseignement comme un réapprentissage censé restituer les réflexes naturels de sélection et d’équilibration nutritionnelle perdus de vue dans le contexte culinaire.

## Avis et controverses

### Avis scientifique défavorable
Un article publié dans une revue médicale suisse en 1989 indique qu'il n'existe pas d'études cliniques sur l'instinctothérapie, que la théorie de Burger est fondée sur ses expériences personnelles invérifiables et conclut à l’absence de preuve de son efficacité contre le cancer. Le docteur Jallut remarque: « Quant aux idées de Burger, il s'agit de considérations théoriques qu'il essaye de justifier par des anecdotes. Il n'y a aucun travail expérimental ou essai clinique, il procède par affirmations péremptoires invérifiables ».

### Risques alimentaires
Selon la Fédération française des centres de lutte contre le cancer (FFCLCC) « le régime de Burger expose même à un amaigrissement et à des carences graves ».
Une thèse de médecine, intitulée Risques d’atteinte à l’intégrité physique encourus par les adeptes de sectes, publiée en 2007 à l'université de Franche-Comté, étudie les risques liés à l'instinctothérapie dans le chapitre les sectes guérisseuses hygiénistes :
- Une dénutrition protéino-énergétique peut induire des changements sur l'état général de la personne et « à terme conduire au décès ». Le cas d'une mère condamnée par la justice est rapporté, adepte de l'instinctothérapie elle avait appliqué le régime de Burger à son nourrisson qui a été « sauvé in extremis » dans un état de « dénutrition sévère ».
- Le refus de toute « dénaturation alimentaire » expose les pratiquants de l'instinctothérapie « à des risques infectieux non négligeables et évitables par de simples contraintes physiques des aliments (froid et chaud). » Ces risques sont accrus par le fait que les produits consommés ne sont pas contrôlés par l'AFSSA.
- Les interdictions du lait et du blé risquent de provoquer diverses carences, notamment en vitamines B1 et B6 ainsi qu'en fer, calcium, magnésium, zinc, cuivre et en chrome. Une patiente atteinte de polyarthrite rhumatoïde qui sortait de chez Burger est décrite comme « Un fantôme amaigri, en train de perdre ses cheveux, totalement décalcifié ».

Un site Internet estimait en 1999 que la consommation de viande crue risque d'entraîner une parasitose chronique et la prise répétée de casse peut irriter les intestins.
Burger a présenté l'instinctothérapie comme une « méthode thérapeutique » pouvant soigner des maladies graves comme le SIDA ou le cancer, en 1997 il a été condamné à trois mois de prison avec sursis et 50 000 francs d’amende pour exercice illégal de la médecine,,,,. 
Lors de la mise en examen en 1989 de Guy-Claude Burger, il y eut des polémiques et des réactions négatives dans la presse, exprimant l'inquiétude que certains adeptes souffrant de maladies graves soient incités à délaisser les traitements conventionnels. Le centre Paul-Strauss de lutte contre le cancer indique qu'aucun argument scientifique n’est en faveur du régime de l'instinctothérapie et qu'il expose ses pratiquants à des carences graves. Selon la Fédération française des centres de lutte contre le cancer (FFCLCC), « la nourriture crue prise selon son instinct n’a aucune valeur préventive ou thérapeutique démontrée en matière de cancer. »

### Dérive sectaire
L'instinctothérapie est critiquée pour entraîner une marginalisation et pour l'extrémisme de sa doctrine. Jean Seignalet (université de Montpellier) juge la pratique asociale, difficile et relativement onéreuse, il indique que les disciples de Burger qui se réunissent « prennent un peu une allure de secte ». Il reproche aussi à Burger de « soutenir que sa méthode est efficace chez tous les malades, dans quasiment toutes les maladies », précisant que c'est faux car « certaines affections ne dépendent que peu ou pas du mode alimentaire et que « même dans les affections liées à l’alimentation, on trouve toujours un pourcentage plus ou moins important de patients qui ne répondent pas au changement nutritionnel. »
Selon un article de Charlie Hebdo, « L'instinctothérapie se prétend science, mais elle n'est rien d'autre qu'une religion plaquée sur des atours pseudo-scientifiques », les idées de Burger sont associées à des divagations et des délires extrémistes, rappelant que ce n'est pas parce qu'un aliment contient quelques substances toxiques à faible dose qu'il faut totalement l'interdire (citant l'exemple des haricots verts). « C’est exactement comme si, sous prétexte qu'une trop longue position allongée est dangereuse pour le cœur, un gourou inventait une théorie interdisant formellement de s'allonger ». L'article souligne que Burger n'a pas volé ce titre de « gourou » car ses hypothèses n'ont jamais été publiées dans une revue scientifique pour pouvoir être vérifiées et qu'il se contente d'affirmer ce qu'il veut, par exemple « qu'un steak cuit contient autant de substances cancérigènes que deux paquets de cigarettes » ou lorsqu'il cite ses nombreuses prétentions de guérisons miraculeuses grâce à sa méthode. « Ce qui meut les instinctos n'est pas la logique, mais l'envie de croire. À l'instar des intégristes, qui aspirent au « salut spirituel » en se ficelant de contraintes, les instinctos cherchent le « salut physique » dans une dictature alimentaire dédiée à une mythique « nature » déifiée comme fondamentalement « bonne » ».
Selon l'Union nationale des associations de défense des familles et de l'individu victimes de sectes, l'alimentation carencée est un indice d'activité sectaire. 
L'instinctothérapie est accusée de dérives sectaires dans les rapports de 2003 et 2005 de la Mission interministérielle de vigilance et de lutte contre les dérives sectaires (MIVILUDES), les critiques se focalisent surtout sur le fondateur Guy-Claude Burger, qualifié de gourou par la Miviludes. Le rapport de la commission d'enquête parlementaire sur les sectes de 1995 classifie la Fédération internationale pour le développement de l'alimentation instinctive (FIDALI) fondée par Guy-Claude Burger dans les « mouvements sectaires de 50 à 500 adeptes », de même la société Orkos a été classée parmi les « sectes inclassables » en 1999 par une commission parlementaire.
Différentes associations de lutte contre les sectes ont dénoncé les pratiques sectaires des dirigeants. Cette pratique est aussi qualifiée de secte dans plusieurs livres,.

### Aspects financiers
Selon L'Express, la société Orkos est la vitrine légale de la secte et elle est propriétaire du château de Montramé, dont la valeur est estimée à 4,6 millions de francs.
Les produits vendus par la société Orkos « étaient en fait tout simplement achetés à des producteurs classiques. Puis remballés et étiquetés avec la marque Orkos pour les revendre au prix fort ».

### Viols sur mineur
Guy-Claude Burger, fondateur de l'instinctothérapie a été incarcéré de 1997 à 2009 en France. Déjà condamné en 1978 en Suisse pour « attentat à la pudeur et pratiques contre nature sur des enfants », dont son propre fils, il a été de nouveau condamné en 2001 à 15 ans de prison pour « viol sur mineur de 15 ans par personne ayant autorité, corruption de mineurs et menaces de mort réitérées », ce qu'il continue à nier. À son tour, son fils fut poursuivi pour des agressions sexuelles et abus sur mineurs. Les débats du procès ont fait apparaître les liens entre l’instinctothérapie et la « métapsychanalyse », une apologie de la pédophilie. « Le "manger cru" étant la première étape avant la mise en condition sexuelle. "Montramé est le seul centre en France où l’on peut apprendre la pédophilie sous couvert des méthodes naturelles", a-t-il été rapporté. Selon des témoins, pour faire carrière à Montramé, il fallait être "méta", c’est-à-dire appliquer les théories de Burger incitant aux rapports sexuels avec les enfants, et notamment l’inceste. »

## L'instinctothérapie dans la fiction
Dans la bande-dessinée de science-fiction Les Jardins d'Edena, de Mœbius, les deux protagonistes, Stel et Atana, habitués à une alimentation synthétique depuis leur naissance, arrivent sur une planète semblable à la Terre et se nourrissent des aliments trouvés sur place, avec une approche de type instinctothérapique. L'épilogue fait d'ailleurs nommément référence à la pratique.